# Arengosse
Arengosse é uma comuna francesa na região administrativa da Nova Aquitânia, no departamento Landes. Estende-se por uma área de 64,45 km². Em 2010 a comuna tinha 698 habitantes (densidade: 10,8 hab./km²).